# Juillac, Gers
Juillac är en kommun i departementet Gers i regionen Occitanien i sydvästra Frankrike. Kommunen ligger i kantonen Marciac som tillhör arrondissementet Mirande. År 2022 hade Juillac 116 invånare.

## Befolkningsutveckling
Antalet invånare i kommunen Juillac
Referens:INSEE